# Thrypticomyia estigmata
Thrypticomyia estigmata är en tvåvingeart som först beskrevs av Alexander 1967.  Thrypticomyia estigmata ingår i släktet Thrypticomyia och familjen småharkrankar. Inga underarter finns listade i Catalogue of Life.